# توم كوان
توم كوان (بالإنجليزية: Tom Cowan)‏ (28 أغسطس 1969 في المملكة المتحدة - ) هو لاعب كرة قدم بريطاني في مركز الدفاع. لعب مع ستوك سيتي وشيفيلد يونايتد وكامبريدج يونايتد ونادي بيتربورو يونايتد ونادي بيرنلي ونادي دندي ونادي رينجرز ونادي كارلايل يونايتد ونادي هايد إف سي ونادي يورك سيتي وهدرسفيلد تاون ونادي كلايد وHucknall Town F.C. ‏ ونادي ستاليبريدج سيلتيك ونادي بارو ونادي ووركينغتون وRetford United F.C. ‏.

## وصلات خارجية
- توم كوان على موقع قاعدة بيانات كرة القدم.إي يو (الإنجليزية)
- توم كوان على موقع Soccerbase.com (لاعب) (الإنجليزية)
- توم كوان على موقع عالم كرة القدم.نت (الإنجليزية)